# Битва при Описе
Битва при Описе (сентябрь 539 года до н. э.) — решающее сражение между армиями Персии под командованием Кира Великого и Нововавилонской державой Набонида во время персидского вторжения в Месопотамию. В то время Вавилония была последней крупной державой в Западной Азии, которая ещё не была под контролем Персии. Битва происходила в стратегическом прибрежном городе Опис, к северу от столицы, Вавилона. Она окончилась решительной победой персов. Через несколько дней город Сиппар сдался персам, и войска Кира вошли в Вавилон, по-видимому, без боя. Кир был впоследствии провозглашен царём Вавилона и его подчинённых территорий, тем самым положив конец независимости Вавилона и включив Вавилонскую империю в великую Персидскую державу.

## Место битвы
Место сражения было у города Опис на реке Тигр, расположенного примерно в 80 км к северу от современного Багдада. Считается, что город был часто используемым местом для перехода через реку; Ксенофонт упоминает там мост. Время вторжения можно определить благодаря разливу месопотамских рек, которые находятся на самом низком уровне (и поэтому их легче всего пересечь) ранней осенью.
Опис был стратегически важным пунктом; помимо переправы через реку, он находился на одном конце Мидийской стены, укреплённого оборонительного рубежа к северу от Вавилона, который был построен несколькими десятилетиями ранее Навуходоносором II. Контроль над Описом позволил бы Киру прорваться через Мидийскую стену и открыть путь на столицу.

## Предыстория

Древний Ближний Восток до вторжения Кира Великого в Вавилон

Ко времени битвы при Описе Персия была ведущей державой на Ближнем Востоке. Её могущество чрезвычайно возросло при царе Кире II, который завоевал огромную территорию, чтобы создать империю, которая охватывала территорию, соответствующую современным странам Турции, Армении, Азербайджана, Ирана, Кыргызстана и Афганистана. Единственной оставшейся значительной непокоренной державой на Ближнем Востоке была Нововавилонская держава, которая контролировала Месопотамию и подчиненные страны, такие как Сирия, Иудея, Финикия и некоторые части Аравии. Она была тесно связана с врагами Кира в других местах. Вавилон ранее был союзником Креза Лидийского, царство которого было захвачено персами за несколько лет до вторжения в Вавилонию.
Ко времени битвы Вавилония находилась в бесперспективной геополитической ситуации; Персидская империя граничила с ним на севере, востоке и западе. Вавилония также страдала от серьёзных экономических проблем, усугубляемых чумой и голодом, а её царь Набонид, как говорили, был непопулярен среди многих своих подданных из-за своей нетрадиционной религиозной политики. По словам Мэри Джоан Винн Лейт, «успех Кира объясняется стратегической проницательностью, разумным подкупом и энергичной пропагандистской кампанией, проводившейся по всей Вавилонии, которая изображает его как снисходительного и религиозно терпимого властителя». С другой стороны, Макс Маллоуэн отмечает: «Религиозная терпимость была замечательной чертой персидского правления, и нет никаких сомнений в том, что сам Кир был либерально настроенным сторонником этой гуманной и разумной политики», и такая пропагандистская кампания была в действительности средством, способствовавшим репутационному успеху его военной кампании. Кир смог убедить вавилонского наместника провинции по имени Гобрий (также, предположительно, известного как Гадатес) перейти на его сторону. Гутии, территория, управляемая Гобрием, была приграничным регионом значительного размера и стратегической важности, которую Кир, как говорили, использовал в качестве отправной точки для своего вторжения.
В Хрониках Набонида говорится, что до битвы Набонид приказал перевезти в столицу идолы богов из отдаленных вавилонских городов, что позволяет предположить, что конфликт, возможно, начался зимой 540 года до нашей эры. Во фрагментарном разделе хроники, который предположительно охватывает 540/539 г. до н. э., есть возможное упоминание о сражениях, упоминание Иштар и Урука и возможное упоминание Персии.Таким образом, битва при Описе была, вероятно, только заключительным этапом в продолжающейся серии столкновений между двумя державами.

## Битва

Маршрут вторжения персов в Вавилонию, сентябрь — октябрь 539 г. до н. э.

Хроники Набонида записывают, что битва произошла в месяц Ташриту (27 сентября — 27 октября) «в Описе на [берегу] Тигра». О событиях битвы известно очень мало; Хроника не содержит подробностей о ходе битвы, расстановке сил обеих сторон или понесенных потерях. Персидская армия под командованием Кира сражалась с «армией Аккада» (имеется в виду вавилоняне в целом, а не город с таким названием). Личность вавилонского полководца не упоминается в хрониках, но традиционно предполагалось, что вавилонянами командовал Валтасар, сын Набонида. Его судьба неясна, возможно, он был убит в бою.
Битва явно окончилась поражением вавилонян, возможно, разгромом, поскольку побеждённая вавилонская армия больше не упоминается в летописи. После битвы персидские войска «забрали добычу» у побежденных вавилонян. Большинство переводов Хроник также упоминают «резню» «народа Аккада» хотя переводчики расходятся во мнениях, какая сторона была ответственна и кто подвергся резне — жители Описа или воины отступающей вавилонской армии.
По мнению Пьера Бриана, «за этой победой последовали колоссальные трофеи и массовая резня тех, кто пытался сопротивляться». Эндрю Роберт Берн комментирует: «Действительно, при первом прочтении текста, возникает впечатление, что Аккад поднял открытое восстание, и последним военным достижением Набонида стало убийство мятежников». Мария Брозиус интерпретирует резню как карательную акцию, «создавая пример города, который пытается противостоять персидской армии». Кайлер Янг комментирует записи в Хрониках: «Эта ссылка в Хрониках предполагает, что персы захватили в неприкосновенности главный лагерь армии Набонида и что, как это часто бывает, настоящая бойня произошла после того, как вавилоняне стали в панике отступать с поля битвы». Амели Кухрт комментирует, что упоминания о резне и грабежах предполагают, что битва была «вероятно, с трудом одержанной победой». У. Г. Ламберт утверждает противоположную точку зрения, что резни или бойни не было вообще.
Битва не упоминается в надписи на Цилиндре Кира, которая изображает Кира как мирно и с согласия его народа освободившего Вавилон. Однако битва показывает, что существующий вавилонский режим энергично сопротивлялся вторжению Кира в Месопотамию.

## Последствия
Поражение при Описе, похоже, положило конец всякому серьёзному сопротивлению персидскому вторжению. Хроники Набонида заявляют, что после битвы «на четырнадцатый день [6 октября] Сиппар был взят без боя. Набонид сбежал». Формулировка летописи подразумевает, что Набонид присутствовал в Сиппаре, когда прибыли персы. Кир остался в Сиппаре, и «на шестнадцатый день [12 октября] Уг / Губару, правитель Гутиума, и армия Кира без боя вошли в Вавилон». Сам Набонид был схвачен вскоре после того, как вернулся в Вавилон. Его окончательная судьба неясна, но, согласно вавилонскому историку III века до нашей эры Беросу, Набонид был помилован и отправлен в изгнание в Карманию, где и умер много лет спустя. Персидские войска взяли под свой контроль город, хотя Хроники Набонида не содержат подробностей о том, как это было сделано. Хроника отмечает, что армия-завоеватель защищает важнейшие храмы города, и записывает, что «Прерывания (обрядов / культов) в [храме] Эсагила [храме] или [других] храмах не было, и дата не была указана пропущенный.» Семнадцать дней спустя, 29 октября, Кир сам вошел в Вавилон, где он был провозглашен царем, издал царские прокламации и назначил правителей своего недавно завоеванного царства.
Древнегреческие рассказы о кампании Кира и падении Вавилона значительно отличаются от клинописных отчетов, сохранившихся в Хрониках Набонида и Цилиндре Кира, предполагая, что греки черпали — или, возможно, изобретали — различные предания о завоевании Вавилонии. Два древнегреческих источника кампании, Геродот и Ксенофонт, представляют в целом похожие версии событий. Согласно Геродоту, Кир двинулся в Вавилон вдоль реки Дияла (мимо Описа, хотя битва не упоминается), где персы сражались с вавилонянами недалеко от столицы. Впоследствии Кир осадил Вавилон, приказав своим войскам вырыть канал для дренажа части Евфрата, чтобы его войска могли проникнуть в город через слабые места в его обороне. Ксенофонт приводит аналогичный, но более подробный отчет, утверждая, что Кир вырыл огромную траншею вокруг города, чтобы отвести Евфрат и сделать русло реки проходимым для персидской армии. Геродот, Ксенофонт и библейская книга Даниила утверждают, что вавилоняне были застигнуты врасплох во время празднования праздника.
Берос представляет отчет, который снова отличается, утверждая, что Кир победил Набонида, который «бежал с некоторыми другими и заперся в Борсиппе. Тем временем Кир занял Вавилон и приказал разрушить внешние стены города, потому что город казался ему очень грозным и трудным для захвата. После этого Кир двинулся на Борсиппу, чтобы организовать осаду Набонида. Но Набонид не дождался окончания осады и сдался».
Эти отчеты, написанные спустя много времени после персидского завоевания, противоречат многим аспектам современных клинописных свидетельств, в которых не упоминаются никакие осады, инженерные работы или сражения возле Вавилона. Клинописные описания мирной сдачи Вавилона подтверждаются археологическими находками в городе, поскольку в слоях, соответствующих падению города персами, не было обнаружено никаких доказательств пожаров или разрушений. Ученые в целом согласны с тем, что рассказ Геродота является выдумкой то время как Кюрт отмечает, что отчет Ксенофонта в его " Киропедии « „практически невозможно использовать … в качестве строго исторического источника“ из-за его литературной формы, как моральный трактат о Кира в форме исторической новеллы. Поль-Ален Больё предполагает, что греческие рассказы могут представлять собой совокупность различных народных сказок и легенд, которые стали ассоциироваться с падением Вавилона» Дэвид Джордж Хогарт и Сэмюэл Роллс Драйвер комментируют то, что они считали ненадежностью Геродота:
Согласно Бехистунской надписи, Вавилон дважды восстал против Дария и во второй раз был взят его полководцем Гобрием. Геродот упоминает только первое восстание Вавилона, в котором Зопир захватил город для Дария, и опускает это второе восстание.

## Причины поражения Вавилона
Поражение вавилонян при Описе и очевидное неоспоримое вторжение персов в Вавилон положили конец независимости Вавилонии (хотя было несколько неудачных восстаний против более поздних персидских правителей). То, что вавилонский крах был быстрым и очевидным, подтверждается древними рассказами о кампании Кира в Месопотамии и подтверждающими доказательствами, такими как клинописи, датируемые вскоре после персидского завоевания. Был выдвинут ряд объяснений столь быстрого распада вавилонского государства. Цилиндр Кира и примерно современный стих Набонида объясняют неудачу Набонида желанием бога Мардука наказать режим, который выступил против его воли. Резко настроенный против Набонида тон этих документов, в которых бывший царь обвиняется в капризе и пренебрежении поклонением богам, предполагает, что их авторы — вавилонская священническая элита — были отчуждены от Набонида и, возможно, приветствовали захват власти персами. Однако неясно, насколько широко персы получили поддержку в Вавилонии, поскольку рассказы о вторжении и правлении Набонида окрашены последующей пропагандой Кира.
Другие авторы выдвинули ряд дополнительных или альтернативных объяснений вавилонского поражения. М. А. Дандамаев по-разному предполагает, что режим страдал от отсутствия союзников; отсутствие поддержки среди населения в целом; противодействие со стороны подчиненных народов, таких как евреи, которые, возможно, считали вторгшихся персов освободителями; и неспособность вавилонских войск противостоять численно превосходящим и лучше вооруженным противникам. В марды эпохах современных Āmol люди помогли Ахеменидам в нескольких сражениях, включая вторжение в Греции, оккупацию Сарды, нападение мидян и в битву при Описе.